# Кромби, Алистер
Алистер Кеймерон Кромби (Alistair Cameron Crombie; 4 ноября 1915[…], Брисбен — 9 февраля 1996, Оксфорд, Юго-Восточная Англия) — австралийский историк науки, также известный своим вкладом в исследования межвидовой конкуренции. По большей части изучал науку с тринадцатого по семнадцатый век.
Доктор (1942), феллоу оксфордского Тринити-колледжа, на пенсии именной профессор Смит-колледжа. Лауреат Galileo Prize (1964), ведущий авторитет по Галилею. С 1968 по 1971 год президент Acade´mie Internationale d’Histoire des Sciences. В 1990 году стал старшим членом Британской академии. Член Академии Леопольдины (Галле) и Папской академии наук.

## Биография
Родился вторым сыном в семье шотландского происхождения. Учился в школе грамматики англиканской церкви и школе грамматики Джилонга.
Получил образование в Мельбурнском и Кембриджском университетах (в первый поступил студентом медицины и окончил его по зоологии в 1938 году; во втором в Джизус-колледже получил докторскую степень, защитив диссертацию по динамике популяций). В период с 1941 по 1946 год занимал временную исследовательскую должность в Министерстве сельского хозяйства и рыболовства, что подразумевало работу в Кембриджской зоологической лаборатории. Большое влияние на него оказала книга философа C. D. Broad The Mind and its Place in Nature, также его вдохновляло чтение Робина Джорджа Коллингвуда. Как отмечают, "он неуклонно двигался в направлении философии науки, а оттуда — к истории науки". Позже на него заметно повлияет Александр Койре.
С 1946 года преподавал в Университетском колледже Лондона. В 1953 году получил место в Оксфордском университете, став там первым лектором истории науки. Фактически был первым редактором Британского журнала философии науки. С 1969 года  феллоу Тринити-колледжа. С 1983 на пенсии, однако занял должность именного профессора в Колледже Смит. Как отмечают, "Кромби, зоолог по образованию и католик, решительно отстаивал преемственность естественных знаний от средневекового периода до семнадцатого века".
Кромби идентифицировал тематические направления или «стили» в развитии европейских научных методов. В 1994 году он опубликовал авторитетный трёхтомник Styles of Scientific Thinking in the European Tradition: The History of Argument and Explanation especially in the Mathematical and Biomedical Sciences and Arts («Стили научного мышления в европейской традиции»). Основная идея о шести стилях научного мышления в истории западной науки была также опубликована в 1995 году в краткой статье Commitments and styles of European scientific thinking.
Работу над его последними двумя оставшимися неоконченными книгами прервала болезнь, опухоль мозга. Состоял соредактором журнала History of Science. Его близким другом был Руперт Холл, также дружил с Marshall Clagett.
Овдовел в 1993 году (женился в 1943 году); остались дети и внуки. Похоронен в Ramsgill. В 1979 года с подачи его ученика Дэвида Маркуса Найта, получил почетную степень Даремского университета.